# Cumella andri
Cumella andri är en kräftdjursart som beskrevs av Petrescu och Thomas M. Iliffe 1993. Cumella andri ingår i släktet Cumella och familjen Nannastacidae. Inga underarter finns listade i Catalogue of Life.